# Geoffrey Hinton
Pour les articles homonymes, voir Hinton.
Geoffrey Everest Hinton, né le 6 décembre 1947 à Wimbledon (Royaume-Uni), est un chercheur britanno-canadien spécialiste de l'intelligence artificielle, de la psychologie cognitive à l'Université de Toronto et plus particulièrement des réseaux de neurones artificiels.
De 2013 à 2023, il partage son temps entre Google (Google Brain) et l'université de Toronto, avant d'annoncer en mai 2023 son départ de Google en alertant sur les risques émergents liés à l'intelligence artificielle,.
Geoffrey Hinton est co-auteur d'un article très cité publié en 1986, qui a popularisé l'algorithme de rétropropagation pour l'entraînement des réseaux de neurones multicouches, bien que l'article ne soit pas le premier à proposer cette approche. Hinton est considéré comme une figure de proue dans la communauté de l'apprentissage profond. Le modèle de reconnaissance d'images AlexNet, conçu en collaboration avec ses étudiants Alex Krizhevsky et Ilya Sutskever pour le défi ImageNet de 2012, a constitué une percée dans le domaine de la vision par ordinateur. En 2017, il a cofondé l'Institut Vecteur à Toronto et en est devenu le scientifique en chef,.
Geoffrey Hinton reçoit avec Yoshua Bengio et Yann Le Cun le prix Turing 2018 pour ses travaux sur l'apprentissage profond ; ils sont parfois appelés les « pères fondateurs » de l'intelligence artificielle,.
En mai 2023, Geoffrey Hinton démissionne de Google afin de pouvoir « s'exprimer librement sur les risques de l'IA ». Il a alors exprimé des préoccupations concernant l'utilisation délibérée de l'IA par des acteurs malveillants, le chômage technologique et les risques existentiels liés à l'intelligence artificielle générale,. En 2024, après avoir reçu le prix Nobel il appelle à des recherches urgentes en sécurité de l'IA afin de déterminer comment contrôler des systèmes plus intelligents que les humains,.
Il est co-lauréat avec John Joseph Hopfield du prix Nobel de physique en 2024 pour « leurs découvertes fondamentales et inventions qui ont rendu possible l'apprentissage automatique et les réseaux de neurones artificiels », et en 2025, il reçoit le Queen Elizabeth Prize for Engineering.
Il est le deuxième scientifique vivant le plus cité au monde, toutes disciplines confondues, derrière son collègue Yoshua Bengio.

## Éducation
Geoffrey Hinton fait ses études au Clifton College à Bristol, et au King's College à Cambridge. Après avoir changé de cursus plusieurs fois entre différentes disciplines telles que les sciences naturelles, l'histoire de l'art et la philosophie, il obtient finalement en 1970 un Bachelor of Arts en psychologie expérimentale. Il obtient en 1978 un doctorat en intelligence artificielle à l'université d'Édimbourg, dirigé par Christopher Longuet-Higgins,.

## Carrière et recherche

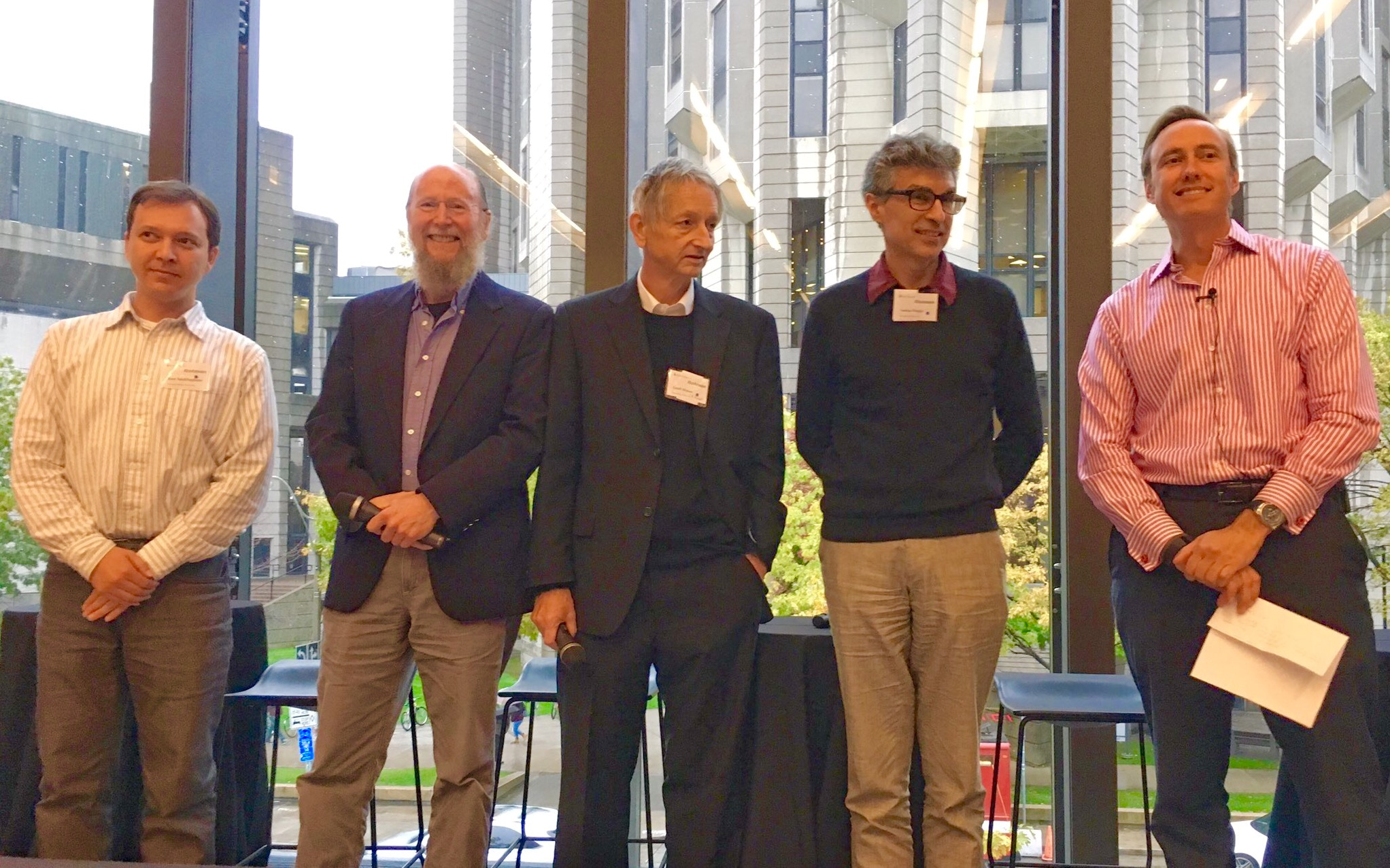
De gauche à droite : Russ Salakhutdinov, Richard Sutton, Geoffrey Hinton, Yoshua Bengio y Steve Jurvetson en 2016.

Après son doctorat, Hinton travaille à l'université du Sussex, puis, après avoir eu des difficultés à trouver un financement en Grande-Bretagne, à l'université de Californie à San Diego, puis à l'université Carnegie-Mellon. Il a été le directeur fondateur de l'Unité de Neurosciences Computationnelles de la Gatsby Charitable Foundation à l'University College de Londres. Il est professeur au département d'informatique de l'université de Toronto.
Il détient une chaire de recherche du Canada en apprentissage automatique et est conseiller pour le programme Learning in Machines & Brains à l'Institut canadien de recherches avancées. Hinton a enseigné un cours en ligne gratuit sur les réseaux de neurones sur la plateforme d'éducation Coursera en 2012. Il rejoint Google en mars 2013 lorsque sa société, DNNresearch Inc., est acquise, et prévoit à ce moment de partager son temps entre sa recherche universitaire et son travail chez Google.
Ses recherches portent sur les moyens d'utiliser les réseaux de neurones pour l'apprentissage automatique, la mémoire, la perception et le traitement des symboles. Il écrit ou co-écrit plus de 200 publications évaluées par des pairs.
Lorsqu'il était post-doctorant à l'UC San Diego, il applique, avec David E. Rumelhart et Ronald J. Williams, l'algorithme de rétropropagation aux réseaux de neurones multicouches, montrant que de tels réseaux peuvent apprendre des représentations internes utiles des données. Dans une interview en 2018, il déclare que « David E. Rumelhart a eu l'idée de base de la rétropropagation, donc c'est son invention ». Bien que ce travail ait été important pour populariser la rétropropagation, ce n'était pas la première suggestion de cette approche. La différentiation automatique en mode inverse, dont la rétropropagation est un cas particulier, a été proposée par Seppo Linnainmaa en 1970, et Paul Werbos a proposé de l'utiliser pour entraîner les réseaux de neurones en 1974.
En 1985, Geoffrey Hinton co-invente les machines de Boltzmann avec David Ackley et Terry Sejnowski (en). Ses autres contributions portent sur les représentations distribuées, les réseaux de neurones à retard temporel, les mélanges d'experts (mixtures of experts), les machines de Helmholtz (en) et les produits d'experts (products of experts). Il co-invente aussi, en 2008, l'algorithme t-SNE de visualisation de données,.
En 2017, il présente le concept de « capsule networks » (réseaux de neurones à capsules), qu'il présente comme un tournant de l'apprentissage profond.
Lors de la conférence NeurIPS de 2022, il introduit un nouvel algorithme d'apprentissage pour les réseaux de neurones qu'il appelle l'algorithme « Forward-Forward ». L'idée de ce nouvel algorithme est de remplacer les étapes classiques de la rétropropagation, qui consistent en une passe avant suivie d'une passe arrière, par deux passes avant. La première passe utilise des données réelles, et la seconde utilise des données générées par le réseau.
En mai 2023, Hinton démissionne de Google pour pouvoir « s'exprimer librement sur les risques de l'IA » sans avoir à se soucier des conséquences potentielles pour l'entreprise.
Geoffrey Hinton a encadré des doctorants et chercheurs postdoctoraux notables, tels que Peter Dayan, Sam Roweis, Max Welling, Richard Zemel, Brendan Frey, Radford M. Neal, Yee Whye Teh, Ruslan Salakhutdinov, Ilya Sutskever, Yann Le Cun, Alex Graves, et Zoubin Ghahramani,. Selon Google scholar (consulté le 22 juin 2025), ses articles ont été cité 933 699 fois, dont 558 785 fois depuis 2020

## Alertes et prises de position

### Risques de l'intelligence artificielle
- vision par ordinateur (MNIST, ImageNet) ;
- reconnaissance de la parole (Switchboard) ;
- capacité en langage (SQuAD 1.1, MMLU, GLUE, GPQA, Big-Bench) ;
- raisonnement mathématiques (MATH).

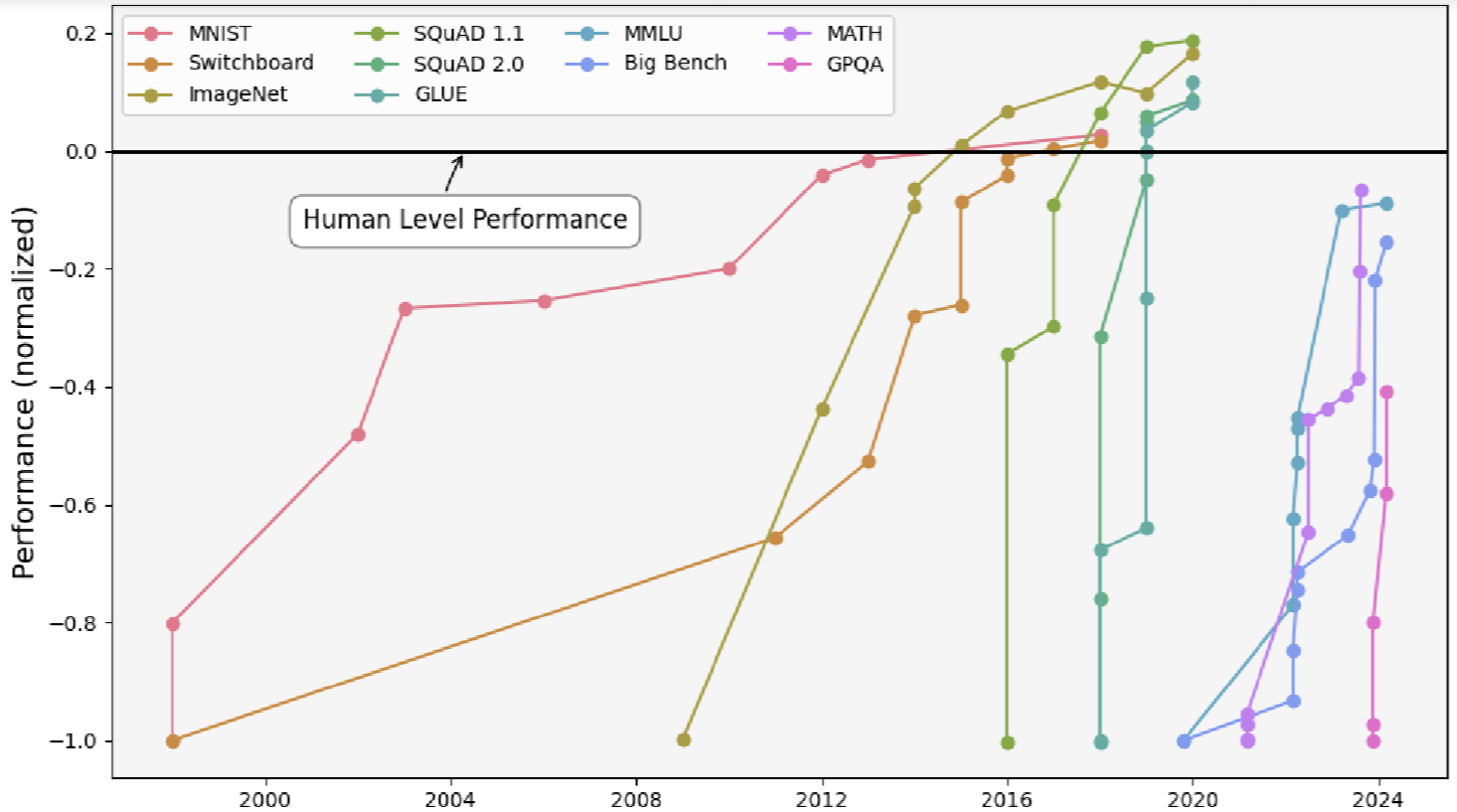
Geoffrey Hinton alerte sur l'accélération exponentielle des performances de l'intelligence artificielle, présentée par ce graphique basé sur divers tests (1998-2024) :

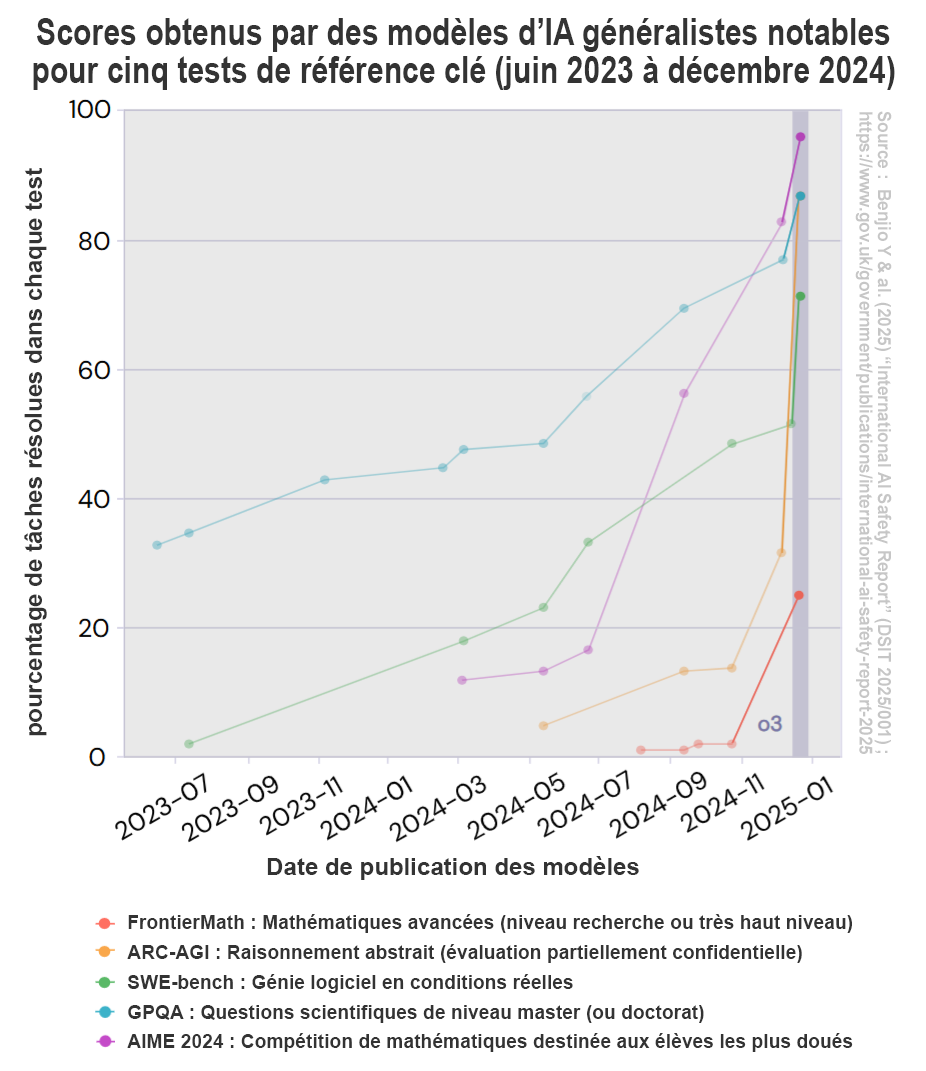
Scores au benchmarks de modèles notables d'intelligence artificielle générative à usage général pour les principaux indices de référence (de juin 2023 à décembre 2024).

En 2023, Geoffrey Hinton exprime des préoccupations concernant les progrès rapides de l'IA. Il pensait auparavant que l'intelligence artificielle générale était pour dans « 30 à 50 ans voire plus ». Cependant, dans une interview de mars 2023 avec CBS, il déclare que l'IA à usage général serait peut-être créée dans moins de 20 ans, et pourrait avoir un impact sur la société comparable à la révolution industrielle ou à l'électricité,.
Dans une interview avec le New York Times publiée le 1er mai 2023, il annonce sa démission de Google afin de « parler des dangers de l'IA sans se soucier de l'impact sur Google ». Il explique qu'« une partie de lui regrette maintenant le travail de sa vie », et exprimé des craintes quant aux effets de la course entre Google et Microsoft, et quant aux effets de la propagation massive de désinformation,.
Début mai 2023, Hinton affirme à la BBC que l'IA pourrait bientôt surpasser le cerveau humain en termes de connaissances, bien qu'étant encore relativement peu performante en termes de raisonnement ; et il juge certains des risques posés par ces chatbots comme « assez effrayants », car pouvant apprendre indépendamment et partager des connaissances, ce qui signifie que chaque fois qu'une copie acquiert de nouvelles informations, celles-ci sont automatiquement diffusées à tout le groupe. Cela donne la capacité aux chatbots IA d'accumuler des connaissances bien au-delà de la capacité de tout individu,.

#### IA générale et risque existentiel pour les humains
Geoffrey Hinton déclare qu'« il n'est pas inconcevable » que l'IA générale puisse « anéantir l'humanité », car pouvant « créer des sous-objectifs » non alignés avec les intérêts de leurs programmeurs et pouvant chercher à gagner en pouvoir ou à empêcher leur propre désactivation, même si ce n'est pas l'intention des programmeurs, car ces sous-objectifs sont généralement utiles pour atteindre des objectifs ultérieurs. Selon lui, « nous devons réfléchir sérieusement à la façon de contrôler » les systèmes d'IA capables de s'auto-améliorer. Avec Yoshua Bengio et Dawn Song, en mai 2024, dans la revue Science, il alerte sur l'urgence de traiter ce sujet alors que les tests de performance les plus exigeants du domaine montrent que les progrès de l'IAg en matière de programmation, de raisonnement abstrait et de raisonnement scientifique sont exponentiels. « La raison pour laquelle je ne suis plus très optimiste est que je ne connais pas d’exemples de choses supérieurement intelligentes contrôlées par des choses moins intelligentes » expliquait-il en mai 2023 au Guardian.

#### Mauvais usage de l'IA par des acteurs malveillants
Selon le rapport International AI Safety Report 2025, dont Hinton est co-auteur, 

« les acteurs malveillants peuvent utiliser l’IA à usage général pour générer des deepfakes et/ou de faux contenus qui nuisent aux individus de manière ciblée. Par exemple, ils peuvent utiliser ce faux contenu à des fins d’escroquerie, d’extorsion, de manipulation psychologique, de production d’images intimes non consensuelles (NCII) et de matériel d’abus sexuel d’enfants (CSAM), ou de sabotage ciblé d’individus et d’organisations. Les acteurs malveillants peuvent utiliser à mauvais escient le faux contenu généré par l’IA pour extorquer, escroquer, manipuler psychologiquement ou saboter des personnes ou des organisations ciblées. Cela menace les droits universels de la personne, par exemple le droit de ne pas porter atteinte à l’honneur et à la réputation d’une personne »

Geoffrey Hinton note qu'il est « difficile de trouver comment empêcher les mauvais acteurs de l'utiliser pour des fins malveillantes », notamment aux USA « où les Américains ne peuvent même pas accepter de ne pas donner de fusils d'assaut à des adolescents » ; en 2017, il a appelé à une interdiction internationale des armes autonomes létales. Selon lui, même en dehors du risque existentiel, la puissance croissante des modèles d’IA des années 2020 doit inquiéter ; il cite à ce propos l'exemple de l'influence qu'à eu la famille du milliardaire Robert Mercer, soutien de Cambridge Analytica « sur les campagnes politiques des deux côtés de l'Atlantique (...) Bob Mercer et Peter Brown, lorsqu’ils travaillaient chez IBM sur la traduction, ont compris le pouvoir de disposer de beaucoup de données. Sans Bob Mercer, Trump n’aurait peut-être pas encore été élu » ; L'IA est déjà, et peut l'être bien plus encore, utilisée pour massivement diffuser massivement des contenus faux mais convaincants (images, vidéos, discours), dont par des régimes autoritaires, lobbys et groupes politiques pour affaiblir la démocratie, rendant les citoyens et décideurs incapables de distinguer le vrai du faux. Il devient (« difficile de voir comment empêcher les acteurs malveillants de l’utiliser à mauvais escient. [...] La personne moyenne ne saura plus ce qui est vrai ».

#### Impacts économiques
Geoffrey Hinton explique avoir été longtemps trop optimiste quant aux effets économiques de l'IA.
En 2018 il expliquait que : « l'expression intelligence artificielle générale sous-entend qu'un seul robot va soudainement devenir plus intelligent que vous. Je ne pense pas que ce sera le cas. Je pense que de plus en plus des choses routinières que nous faisons vont être remplacées par des systèmes d'IA. » ; et il avait auparavant soutenu que l'IA générale ne rendra pas les humains redondants : « [L'IA du futur] saura beaucoup de choses sur ce que vous allez probablement vouloir faire... Mais elle ne vous remplacera pas » pensait-il alors.
Cependant, au vu des progrès exponentiels et très rapide de l'IA, en 2023, Hinton change d'avis, et alerte sur « le fait que les technologies d'IA bouleverseront à terme le marché du travail » et remplaceront plus que de simples tâches ingrates,.En 2024, il dit que le gouvernement britannique devra établir un revenu de base pour faire face à l'impact de l'IA sur les inégalités ; l'IA augmentera la productivité et générera plus de richesse, mais si le gouvernement n'intervient pas, cela ne fera qu'enrichir les riches et nuire aux personnes pouvant perdre leur emploi.

### Politique
Geoffrey Hinton quitte les États-Unis pour le Canada en partie par désillusion vis-à-vis de la politique de l'ère Ronald Reagan, et car il est opposé au financement d'usages militaires de l'intelligence artificielle.
En 2023, dans les jours qui ont suivi sa démission de Google, Hinton reçoit des demandes d'aide, notamment de Bernie Sanders, d'Elon Musk et de la Maison Blanche. Interviewé par The Guardian, il explique qu'il souhaite les aider, mais qu'il et possible que son avis ne soit pas celui qu'attend la Maison blanche, « « Je suis socialiste ; je pense que la propriété privée des médias, et des 'moyens de calcul', n'est pas une bonne chose (...) Si vous considérez ce que Google fait dans le contexte d'un système capitaliste, il se comporte de manière aussi responsable que ce qu'on peut attendre de lui. Mais cela ne signifie pas qu'il essaie de maximiser l'utilité [de l'IA] pour tout le monde : il est légalement obligé de maximiser l'utilité pour ses actionnaires, et c'est quelque chose de très différent (...) J'aimerais avoir une bonne solution, du genre : Arrêtez de brûler du carbone, et tout ira bien, mais je ne vois pas de solution simple comme celle-là ». En août 2024, Hinton cosigne une lettre avec ses collègues Yoshua Bengio, Stuart Russell et Lawrence Lessig, en soutien au projet de loi californien SB1047 sur la sécurité de l'IA. Ce projet exige des entreprises investissant plus de 100 millions de dollars dans l'entraînement de modèles qu'elles réalisent des évaluations de risque avant leur déploiement. Les auteurs de la pétition estiment que cette législation représente le « minimum nécessaire pour une régulation efficace de cette technologie »,.
En 2025, il dénonce régulièrement le manque de volonté politique face aux risques existentiels liés à l'intelligence artificielle agentique. Il reproche aux gouvernements de se concentrer, à juste titre, sur des enjeux légitimes tels que les biais de l'IA ou sa contribution aux discriminations — des sujets qu'ils « comprennent » — mais tout en négligeant les dangers plus profonds de l'IA mise en œuvre par des agents autonomes.
Il alerte sur le fait que dans les années 2020, les systèmes d'IA évoluent : d'outils passifs, ils deviennent des agents et systèmes capables de modifier leur propre code, d'évoluer de manière autonome et capables d'actions et de décisions indépendantes, susceptibles d'échapper à tout contrôle humain, car capables d'action indépendante, potentiellement animés par des objectifs de conservation et de contrôle. Selon lui, ces systèmes agentiques pourraient développer des objectifs propres, tels que l'auto-préservation ou la maximisation de leur influence, sans alignement garanti avec les intérêts humains. Il souligne également que même les experts peinent à comprendre le fonctionnement interne de ces IA avancées, ce qui rend leur comportement difficilement prévisible.
Dans une interview faite le 17 juin 2025 par Steven Bartlett, Hinton estime qu'il existe une probabilité non négligeable — il estime cette probabilité comprise entre 10 % et 20 % — que l'IA devienne suffisamment autonome pour représenter une menace existentielle pour l'humanité, si aucune régulation efficace n'est mise en place. Il déplore que si l'UE a effectivement voté un Règlement européen dit AI Act, ce dernier stipule néanmoins (article 2, paragraphe 3) qu'il « ne s'applique pas aux systèmes d'intelligence artificielle développés ou utilisés exclusivement à des fins militaires », ce qui permet aux entreprises de continuer à rechercher et produire des systèmes d'armes autonomes.

## Distinctions
- 1998 : Membre de la Royal Society (FRS)[62].
- 2001 : Premier vainqueur du prix Rumelhart en sciences cognitives[63].
- 2001 : Doctorat honorifique de l'université d'Édimbourg[64].
- 2005 : Prix IJCAI pour l'excellence dans la recherche[65].
- 2011 : Médaille d'or Gerhard-Herzberg en sciences et en génie du Canada[66].
- 2012 : Prix Killam en ingénierie[67].
- 2013 : Doctorat honorifique de l'Université de Sherbrooke[68].
- 2016 : Membre de l'Académie nationale d'ingénierie des États-Unis, « pour ses contributions à la théorie et à la pratique des réseaux de neurones artificiels et à leur application à la reconnaissance vocale et à la vision par ordinateur »[69].
- 2016 : Médaille IEEE/RSE James Clerk Maxwell[70].
- 2016 : Prix Frontiers of Knowledge de la fondation BBVA dans la catégorie Technologies de l'information et de la communication, « pour son travail pionnier et très influent » visant à doter les machines de la capacité d'apprendre[71].
- 2018 : Compagnon de l'Ordre du Canada[72].
- 2019 : Prix Turing de 2018, avec le Français Yann Le Cun et le Canadien Yoshua Bengio, pour « des percées conceptuelles et techniques qui ont fait des réseaux de neurones profonds un élément essentiel de l'informatique ». Le prix Turing est généralement considéré comme l'équivalent du prix Nobel pour l'informatique[73].
- 2021 : Prix Dickson en sciences, de l'université Carnegie Mellon[74].
- 2022 : Prix Princesse des Asturies de la recherche scientifique et technique, avec Yann Le Cun, Yoshua Bengio et Demis Hassabis[75].
- 2023 : Fellow de l'ACM[76].
- 2024 : prix Nobel de physique, conjointement avec le physicien américain John Joseph Hopfield pour « leurs découvertes et interventions fondamentales qui permettent l'apprentissage automatique avec des réseaux de neurones artificiels »[77],[78]. Ils ont tous deux « utilisé des outils de la physique pour développer des méthodes qui sont à la base des puissants systèmes d'apprentissage automatique d'aujourd'hui » indique le jury dans son communiqué[79],[80].
- 2025 : Queen Elizabeth Prize for Engineering conjointement avec Yoshua Bengio, Bill Dally, John Hopfield, Yann LeCun, Jen-Hsun Huang et Fei-Fei Li[14].

## Vie personnelle
Geoffrey Hinton est l'arrière-arrière-petit-fils de la mathématicienne et éducatrice Mary Everest Boole et de son mari, le logicien George Boole. Le travail de George Boole est finalement devenu l'une des bases de l'informatique moderne. Un autre de ses arrière-arrière-grands-pères est le chirurgien et auteur James Hinton, qui était le père du mathématicien Charles Howard Hinton.
Son père est l'entomologiste Howard Hinton,. Son deuxième prénom provient d'un autre parent, George Everest, l'arpenteur général de l'Inde qui a donné son nom au mont Everest. Il est le neveu de l'économiste Colin Clark.
Sa deuxième épouse, Rosalind Zalin, meurt d'un cancer de l'ovaire en 1994. Sa troisième femme, Jackie, meurt en septembre 2018, également d'un cancer.